# Inajaga
Inajaga är ett vattendrag i Burundi.   Det ligger i provinsen Gitega, i den centrala delen av landet, 60 kilometer öster om huvudstaden Bujumbura.
Omgivningarna runt Inajaga är en mosaik av jordbruksmark och naturlig växtlighet. Runt Inajaga är det tätbefolkat, med 319 invånare per kvadratkilometer.